# Birkskär
Birsskär (finska: Pirskeri) med Kipponkari är en ö i Finland. Den ligger i Bottenviken och i kommunen Karleby i landskapet Mellersta Österbotten, i den nordvästra delen av landet. Ön ligger omkring 13 kilometer nordöst om Karleby och omkring 430 kilometer norr om Helsingfors.
Öns area är 1,38 kvadratkilometer och dess största längd är 1,8 kilometer i nord-sydlig riktning. I omgivningarna runt Birkskär växer i huvudsak blandskog. Ön har fast broförbindelse med fastlandet över ett smalt sund i öster.

## Sammansmälta delöar och uddar
- Birsskär (Pirskeri) 63°56′28″N 23°17′33″Ö / 63.94117°N 23.29254°Ö
- Helluskerinnokka 63°56′43″N 23°17′17″Ö / 63.9454°N 23.28819°Ö (udde)
- Salmenkorva 63°56′36″N 23°18′32″Ö / 63.94345°N 23.30882°Ö (udde)
- Ryöppäännokka 63°56′00″N 23°17′41″Ö / 63.93342°N 23.29484°Ö (udde)
- Harjakivennokka 63°56′46″N 23°18′13″Ö / 63.9461°N 23.30372°Ö (udde)
- Salmennokka 63°56′26″N 23°18′28″Ö / 63.94069°N 23.30779°Ö (udde)
- Länsinokka 63°56′51″N 23°16′57″Ö / 63.94737°N 23.28256°Ö (udde)
- Länsinenä 63°56′16″N 23°16′54″Ö / 63.93768°N 23.28176°Ö (udde)
- Kipponkari 63°56′08″N 23°18′09″Ö / 63.93547°N 23.30243°Ö